# Street Fighter Alpha 3
Street Fighter Alpha 3, conosciuto in Giappone, Sud America, Spagna ed Asia come Street Fighter Zero 3 (ストリートファイターZERO 3), è un videogioco di tipo picchiaduro ad incontri 2D prodotto e pubblicato nel 1998 dalla Capcom.
Il gioco allarga notevolmente la sfilza di personaggi utilizzabili. Inoltre, ogni personaggio possiede un proprio stage con sfondo e musica personali, quest'ultima totalmente ristrumentalizzata e ricomposta; cambiamento mai effettuato sin da Street Fighter II.

## Modalità di gioco
Il gameplay è stato notevolmente revisionato, permettendo l'uso di tre stili di combattimento.
Gli stili di combattimento utilizzabili sono i seguenti:
- A-ism: stile originale, è possibile contrattaccare, bloccare gli attacchi in aria e roteare una volta crollati a terra, per scansare eventuali assalti avversari;

- V-ism: stile "variabile", in grado di velocizzare molto il personaggio, rendendolo atto agli attacchi combinati rapidi;

- X-ism: non permette al giocatore di effettuare parate aeree e contrattaccare.

È da aggiungere, inoltre, la modifica di determinati fattori, di cui parte già presenti nei precedenti SF Alpha:
- il livello delle Combo personalizzate è determinato in base al pulsante premuto (es. pugno forte equivarrà ad un consumo più modico ma ad una velocità d'esecuzione più rapida);

- è stata aggiunta la barra del "Defense Breaking": se si continuano a parare gli attacchi avversari per un certo lasso di tempo continuo, il nostro personaggio detrarrà la difesa, rendendosi vulnerabile per svariati secondi;

- per afferrare un avversario ed effettuare una presa sul malcapitato è necessario avvicinarsi e premere i tasti calcio e pugno simultaneamente.

## Personaggi
Come nel titolo precedente, sono stati aggiunti nuovi personaggi al roster: Cammy, apparsa nella serie Alpha solo nella versione speciale Alpha 2 Gold, debutta ufficialmente, assieme ad E. Honda, Blanka e Vega.
Personaggi ideati appositamente per il nuovo titolo sono R. Mika, una wrestler professionista ammiratrice di Zangief, Karin, rivale diretta di Sakura, introdotta da principio nel manga Sakura Ganbaru di Masahiko Nakahira, e Cody da Final Fight, qui ricoprente il ruolo non di giustiziere ma di evaso, accusato di corruzione ma in realtà innocente.

### Personaggi ritornati
| Personaggio                 | Origine                       | Stage                                                                          | Seiyū               |
| --------------------------- | ----------------------------- | ------------------------------------------------------------------------------ | ------------------- |
| Ryu                         | Street Fighter                | Pianure Gembu, Giappone                                                        | Toshiyuki Morikawa  |
| Ken                         | Street Fighter                | Hotel Masters, USA                                                             | Tetsuya Iwanaga     |
| Adon                        | Street Fighter                | Rovine storiche di Khmer, Thailandia                                           | Wataru Takagi       |
| Birdie                      | Street Fighter                | Treno Junkyard, Inghilterra                                                    | Wataru Takagi       |
| Gen                         | Street Fighter                | Victoria Harbour, Hong Kong                                                    | Wataru Takagi       |
| Sagat                       | Street Fighter                | Zona dormiente di Ognagpa, dinnanzi alla statua del Gautama Buddha, Thailandia | Shin'ichirō Miki    |
| Chun-Li                     | Street Fighter II             | Piazza Zhidan, Cina                                                            | Yūko Miyamura       |
| Dhalsim                     | Street Fighter II             | Dinanzi allo Jaunpur, India                                                    | Yoshiharu Yamada    |
| Zangief                     | Street Fighter II             | Fornace fondente di Akademgorodok, USSR                                        | Wataru Takagi       |
| M. Bison (Vega in Giappone) | Street Fighter II             | Località Segreta N° 48106                                                      | Tomomichi Nishimura |
| Akuma (Gouki in Giappone)   | Super Street Fighter II Turbo | Caverna Oni Fang, Giappone                                                     | Tomomichi Nishimura |
| Charlie (Nash in Giappone)  | Street Fighter Alpha          | Frankfort Hangar, USA                                                          | Toshiyuki Morikawa  |
| Rose                        | Street Fighter Alpha          | Palazzo Mistero, Italia                                                        | Michiko Neya        |
| Dan                         | Street Fighter Alpha          | Parco Hinode, Giappone                                                         | Osamu Hosoi         |
| Sakura                      | Street Fighter Alpha 2        | Hana Shoutengai, Giappone                                                      | Yuko Sasamoto       |
| Guy                         | Final Fight                   | Presso la ventiduesima Strada, USA                                             | Tetsuya Iwanaga     |
| Sodom                       | Final Fight                   | Palazzo Manhattan 49F, USA                                                     | Wataru Takagi       |
| Rolento                     | Final Fight                   | Metropolitana camuffata, New York, USA                                         | Jin Yamanoi         |

### Personaggi nuovi
| Personaggio                   | Origine                   | Stage                                       | Seiyū              | Versione      |
| ----------------------------- | ------------------------- | ------------------------------------------- | ------------------ | ------------- |
| Eagle                         | Street Fighter            | Train Cemetery, England                     | Jin Yamanoi        | Alpha 3 UPPER |
| Blanka                        | Street Fighter II         | Palude del fiume Madeira, Brasile           | Yūji Ueda          |               |
| E. Honda                      | Street Fighter II         | Higashi-Komagata Katomi Kontou, Giappone    | Masashi Sugawara   |               |
| Guile                         | Street Fighter II         | Nevada Ghost Valley, USA                    | Toshihide Tsuchiya | console       |
| Balrog (M. Bison in Giappone) | Street Fighter II         | Las Vegas, USA                              | Kōichi Yamadera    | console       |
| Vega (Balrog in Giappone)     | Street Fighter II         | Requena Spiral Tower, Spagna                | Yūji Ueda          |               |
| Cammy                         | Super Street Fighter II   | Mykonos, Grecia                             | Akiko Komoto       | Alpha 2 Gold  |
| Dee Jay                       | Super Street Fighter II   | Port Antonio, Jamaica                       | Hōchū Ōtsuka       | console       |
| Fei Long                      | Super Street Fighter II   | Kowloon Park, Hong Kong                     | Kōsuke Toriumi     | console       |
| T. Hawk                       | Super Street Fighter II   | Monte Alban Plateau, Mexico                 | Shōzō Iizuka       | console       |
| Yun                           | Street Fighter III        | Kowloon Park, Hong Kong                     | Kentarō Itō        | Alpha 3 UPPER |
| Cody                          | Final Fight               | Carcere di Metro City, USA                  | Kōichi Yamadera    |               |
| Maki                          | Final Fight               | 22nd Strada sottopasso, USA                 | Miki Nagasawa      | Alpha 3 UPPER |
| Karin                         | Sakura Ganbaru! (manga)   | Nave della regina Vittoria, Giappone        | Miho Yamada        | console       |
| Juni / Juli                   | Prima apparizione         | Località segreta N° 48106                   | Akiko Komoto       |               |
| R. Mika                       | Prima apparizione         | Ring di wrestling a Sardine Beach, Giappone | Junko Takeuchi     |               |
| Ingrid                        | Capcom Fighting Evolution | Località segreta                            | Masako Jo          | Alpha 3 MAX   |

## Versioni console
Street Fighter Alpha 3 fu originariamente convertito per PlayStation nel 1998. La differenza principale consiste nella reintroduzione dei personaggi apparsi in Super Street Fighter II: The New Challengers, vale a dire T. Hawk, Fei Long e Dee Jay (non presenti nella versione Arcade).
Balrog, Juni e Juli, i commilitoni della Shadaloo, sono stati aggiunti tra i personaggi selezionabili sin da principio, oltre ad aver ricevuto nuovi aspetti e storie personali. Anche Evil Ryu, Shin Akuma e Guile compaiono come giocabili, ma devono essere sbloccati attraverso l'assolvenza di determinate richieste nel World Tour, modalità che permette di personalizzare, durante un lungo viaggio nel mondo, il personaggio antecedentemente selezionato.
Tramite la periferica PocketStation, commercializzata solo in Giappone, è possibile allenare il proprio personaggio migliorando la sua massa muscolare. 
A causa di una memoria RAM limitata, sono disponibili solo due coppie per gli incontri Tag-Team, ovvero Ryu & Ken o Juni & Juli. Tale versione verrà riproposta sul PlayStation Network.
Una versione del gioco approda sul Dreamcast nel 1999, intitolata Street Fighter Alpha 3: Saikyo Dojo (Street Fighter Zero 3: Saikyō-ryū Dōjō in Giappone), che raccoglie tutte le caratteristiche già presenti nella versione PlayStation, ma ampliandole ulteriormente. Ad essere state aggiunte sono la modalità Saikyo Dojo, che consente di utilizzare un personaggio debole contro due potenti, e una modalità online per inviare e condividere in rete i propri punteggi migliori.
Nel 2000, in Giappone, è uscita un'altra versione conosciuta come Street Fighter Zero 3: Saikyō-ryū Dōjō for Matching Service, distribuita tramite servizio Internet. Il gioco differisce dal predecessore perché possedente una modalità Versus Online.

### Street Fighter Alpha 3 Upper
Pubblicato per gli arcade coin-op nel 2001. Una versione esclusiva per il Game Boy Advance sviluppata dalla Crawfish Interactive fu pubblicata nel 2002. Il gioco è stato notevolmente compresso, comportando la rimozione di stages e musiche dalla versione Arcade, benché siano presenti tutti i personaggi. Ad essere stati aggiunti Eagle, Maki e Yun, già apparsi in Capcom vs. SNK 2 (pubblicato l'anno precedente). Alcune delle voci sono state camuffate, come ad esempio quella di Sakura, in realtà corrispondente alla voce di Ken Masters con un tono più alto.

### Street Fighter Alpha 3 MAX
Versione esclusiva per PSP, intitolata Street Fighter Zero 3 Double Upper in Giappone, stilizzato anche come Street Fighter Zero 3↑↑, fu distribuita nel 2006, conservando i personaggi della versione per Game Boy Advance e aggiungendo Ingrid da Capcom Fighting Jam. Il gioco si avvicina molto all'essere una conversione perfetta della versione Arcade, grazie a caricamenti molto rapidi e ad una grafica praticamente inalterata, oltre all'avere, per ogni personaggio, una storia e un finale personale.

## Antologie
Street Fighter Alpha Anthology (Street Fighter Zero: Fighters' Generation in Giappone) fu commercializzato per PlayStation 2 nel 2006. Contiene la trilogia Alpha nelle versioni arcade (oltre ad Alpha 2 Gold) e Super Gem Fighter Mini Mix, completando i giochi ed inserendo un trucco nelle opzioni è possibile sbloccare i personaggi presenti nelle versioni per console ed altre opzioni di gioco, la modalità World Tour e i personaggi aggiunti nella versione per Game Boy Advance e nella versione per Playstation Portable sono stati esclusi.
Street Fighter 30th Anniversary Collection (2018) è una raccolta di tutti i capitoli usciti nelle sale arcade (fino a Street Fighter III: 3rd Strike) per PlayStation 4, Xbox One, Nintendo Switch e Microsoft Windows. Questa collezione include le versioni arcade originali di Street Fighter, Street Fighter II e versioni successive fino a Super Turbo (per la Nintendo Switch una versione esclusiva di Super Street Fighter II che può arrivare fino a 8 giocatori localmente), la serie Alpha e tutte le versioni di Street Fighter III, modalità online per Street Fighter II Turbo: Hyper Fighting, Super Street Fighter II Turbo, Street Fighter Alpha 3 e Street Fighter III: 3rd Strike, modalità galleria degli artwork e colonne sonore un museo della storia della serie. Dato che è basata sulla versione arcade originale mancano i personaggi aggiuntivi delle versioni console, alcune modalità e i finali nel caso di Balrog, Juni e Juli. 
Capcom Arcade 2nd Stadium (2022) contiene 7 titoli della serie inclusa la trilogia Alpha, è stata pubblicata il 22 luglio 2022 su PS4, PS5, Xbox Series, N. Switch e PC.
Capcom Fighting Collection 2 (2025) è presente la ver. arcade coin-op Street Fighter Alpha 3 Upper (2001) e Capcom Fighting Evolution (2004) entrambe con personaggi nascosti giocabili. 